# Medesykasta
Medesykasta (także Medesikaste) – w mitologii greckiej córka Priama i jednej z jego nałożnic. Jej rodzeństwem byli m.in. Hektor, Parys, Kasandra, Poliksena oraz Laodika.
Jej mężem był Imbrios, któremu Priam okazywał względy niby rodzonemu synowi. W czasie wojny trojańskiej zabiła go włócznia Teukrosa, brata przyrodniego Ajasa Wielkiego.
Medesykasta została namalowana przez Polignota pośród innych kobiet trojańskich na obrazie w Delfach przedstawiającym zburzenie Troi.